# Sprechkunst
Die Sprechkunst, auch als Vortragskunst oder ästhetische Kommunikation bezeichnet, stellt das bewusst gestaltete, gesprochene künstlerische Wort in unterschiedlichen Kommunikationssituationen dar. Sprechkunst ist immer an ein Publikum bzw. an einen oder mehrere Hörer gerichtet und kann „live“ (direkt im Sinne einer auditiv-visuellen Kommunikation) oder in medienvermittelter Form (indirekt) ablaufen. Das künstlerisch gesprochene Wort ist in einer Vielzahl von Kommunikationssituationen wiederzufinden, z. B. auf der Theaterbühne (einschließlich im Musiktheater), im Gesang, im Hörfunk und im Hörbuch, im Film, bei Lesungen, im Rap oder beim Poetry Slam, aber auch im Literaturunterricht in der Schule. Die Sprechkunst kann als spezifische Kunstform, als Kunstausübung und somit als künstlerische Tätigkeit verstanden werden. Sie wird als Teildisziplin der Sprechwissenschaft angesehen und dient der Analyse und Gestaltung von sprechkünstlerischen Prozessen in den unterschiedlichsten Kontexten. Die Theorie zur Sprechkunst und das entsprechende methodisch-didaktische Inventar basieren auf sprechwissenschaftlicher Theoriebildung unter der Einbeziehung anderer Kunsttheorien (bspw. Ästhetik, Theaterwissenschaft, Schauspielmethodik, Medien- und Kommunikationswissenschaft, Literatur- und Sprachwissenschaft).

## Geschichte und Entwicklung
(Quelle: )
In der Nachzeit der Antike war die Dichtungs- bzw. Rezitationskunst auf der Bühne jahrhundertelang durch freie Improvisationen gekennzeichnet. Die Handlung bzw. der Text wurden meist spontan von den Schauspielern erfunden und direkt vorgetragen. Erst 1737 verkündete der Leipziger Professor für Dichtkunst Johann Christoph Gottsched die Verbannung vom „Hanswurst“ (Stegreifspiel) von der Bühne. Er plädierte dafür, dass sich Schauspieler an literarische Texte zu halten hatten. An die Stelle der Improvisation trat die Verantwortung des Schauspielers gegenüber dem Text. Beeinflusst von den Reformbestrebungen des Theaters entwickelten sich eine neue Literatursprache und modernere Lektüreformen, bspw. Vorlesezirkel oder Leseproben. Theater und Literatur standen nicht mehr getrennt nebeneinander, sondern in einer wechselseitigen Beziehung.
Seit der ersten Hälfte des 18. Jahrhunderts wurde das Schauspiel als Bildungsinstrument für die Überwindung der höfisch-klassizistischen Dichtung und als Emanzipierung des Bürgertums angesehen. Friedrich Gottlieb Klopstock schuf Oden-Dichtungen nach antikem Vorbild, welche nur durch das Sprechen zur vollen Wirkung und lebhafteren Empfindung gelangten. Er forderte „Verse fürs Ohr“ (Texte, welche dem Sprechvortrag förderlich waren).
Conrad Ekhof war der erste Schauspieler, der unter Wahrung der Versform die Aussprache und den Charakter der Rolle in Einklang bringen wollte. Er gründete 1753 eine der ersten Schauspielakademien und forderte von seinen Schauspielern, sich intensiv mit dem Text auseinanderzusetzen und bei der Menschendarstellung natürlich zu sprechen.
Gotthold Ephraim Lessing entwarf 1767/68 eine Dramentheorie, die darauf ausgerichtet war, die Qualität der Dichtkunst und Schauspielkunst zu verbessern und den Geschmack des Publikums auszubilden. Johann Jakob Engel, der Direktor des Königlichen Nationaltheaters Berlin, erklärte 1785, dass Mimik und Gestik als natürliche und unverstellte Sprache der Seele zu verstehen sind und das gesprochene Wort zu unterstützen haben.
Als Nachfolger Engels forderte der Theaterpraktiker August Wilhelm Iffland, dass die Kostüme eine Hilfestellung für das Rollenverständnis der Schauspieler liefern sollten. Zudem setzte er sich in seinem seit 1807 jährlich erschienenen Theater-Almanach u. a. für eine systematische Ausbildung der Schauspieler mit einer fundierten Methodik der Sprecherziehung ein (unter den Schwerpunkten Atemtraining, Akzentuierung im Dialog und Zungenlockerheit).
Als Direktor des Weimarer Hoftheaters erzog Johann Wolfgang von Goethe um 1800 die Schauspieler zu einer gehobenen Verssprache ohne Regionalismen und verpflichtete sie auf einen metrisch-rhythmischen Sprechstil. Er setzte die Kunst des Vorlesers mit der Kunst des Schauspielers kontrastierend in Beziehung. Des Weiteren definierte er die Rezitation als Fundament für die Schauspielkunst im engeren Sinn. Es entstanden Dichterlesungen, in welchen die Poeten den Wert ihrer Werke von den Zuhörern bewerten ließen und damit Anregungen für das eigene dichterische Schaffen gewannen.
Der Vers galt als adäquates Dichtungsmaß und verkörperte Bindung und Freiheit in einem. Insbesondere mittels des Blankverses konnten Stoffe aus der Antike und Weltliteratur poetisch erhöht werden. William Shakespeare verwendete dieses Versmaß und übte mit seinen Werken großen Einfluss auf die deutsche Dramatik aus. Versdramen von Johann Wolfgang von Goethe und Friedrich Schiller entstanden, die ein öffentliches Sprechen im Sinne von Versvorträgen nach sich zogen.

„In der Zeit der deutschen Klassik erfuhr die Pflege der deutschen Sprache hinsichtlich der Aussprache und des Versvortrages einen Aufschwung wie nie zuvor. Auch die politische Bedeutung einer einheitlich gesprochenen Sprache als Zeichen einer national bedeutsamen Kultur wurde erkannt.“

Da die damaligen Bühnenverhältnisse durch eingeschränkte technische Möglichkeiten für die schauspielerische Aufführung von Dramen ungeeignet waren, entwickelte sich in der ersten Hälfte des 19. Jahrhunderts die „Dramenvorlesekunst“ als vorherrschende Praxis für die Darstellung von dramatischen Texten. Sie wurde nicht als bloßer Ersatz für szenische Ausführungen angesehen, sondern als besondere Anregung der Fantasie bewertet. Erstmals entstanden auch in ländlichen Gebieten Lesegesellschaften, welche Bildung, Unterhaltung und Geselligkeit miteinander verknüpften. Das Vorlesen durch einzelne Sprecher und die Darstellung mit verteilten Rollen konnten sich in der zweiten Hälfte des 19. Jahrhunderts als eigene performative Gattung etablieren. Ludwig Tieck war zwischen 1819 und 1842 der erste berühmte Vertreter der Dramenvorlesekunst in Dresden. Der von ihm eingeführte „edle Konversationston“ zielte auf die nuancierte Herausarbeitung der Stimmungen und Emotionen unter Berücksichtigung des Textzusammenhangs. Dies gelang ihm selbst jedoch nur bedingt.
In der zweiten Hälfte des 19. Jahrhunderts lösten Schauspieler wie Eduard Devrient in Berlin die Sprechkunst von der Schauspielkunst ab und etablierten sie als eigenständige Kunstform. Da die Mehrzahl der ersten Vortragskünstler bekannte Bühnenschauspieler waren, übertrugen sie den dramatischen, „extensiven Sprechstil“ des Theaters auf den Gedichtvortrag. Eine Loslösung vom althergebrachten Pathos dauerte bis in die Anfänge des 20. Jahrhunderts hinein.
Josef Kainz zeigte erste Ansätze eines moderneren Sprechstils. Der von ihm verkörperte Stilwandel zeigte sich insbesondere in einem wirkungsvollen Einsatz sprachmusikalischer Mittel und einer sachlichen Textbezogenheit. Dennoch war er ein subjektiver Sprecher, der den pathetischen Stil nie überwand. Neben Kainz trug u. a. Alexander Moissi zusätzlich zu klassischen Texten auch zeitgenössische Literatur vor, welche auf diese Weise in der Gesellschaft verbreitet wurde.

„In der ersten Hälfte des 19. Jahrhunderts waren es reisende Dramenvorleser, die erstmals öffentlich in den Vortragssälen und auf den Bühnen Europas auftraten; in der zweiten Hälfte des 19. Jahrhunderts entwickelte sich die Vortragskunst (berufsmäßig betrieben) mehr und mehr aus der Schauspielkunst heraus: Balladen wurden auswendig bis in die Romantik hinein von Schauspielern vorgetragen.“

Ludwig Wüllner, ein berühmter, wissenschaftlich interessierter Opernsänger, Schauspieler und Rezitator, wies trotz seines Strebens nach geistiger Durchdringung der Texte Nachklänge des 19. Jahrhunderts auf. Emil Milan, einem Sprechkünstler neuerer Zeit und Lehrer der Vortragskunst an der Universität Berlin, gelang es hingegen, künstlerische Erfahrungen mit neuen wissenschaftlichen Betrachtungen zur Vortragskunst wegweisend zu verbinden. Seine klare Abgrenzung des Schauspielers vom Sprecher war damals ein Novum und bewirkte, dass sich die Sprechkunst als selbständige Kunst auch in der Praxis umsetzte.
Als erster Vertreter moderner sprechkünstlerischer Deskription und Didaktik gilt Erich Drach. Er war ab 1918 Nachfolger von Milan im Lektorat für Sprechkunde und Vortragskunst an der Universität Berlin. In seiner Lehrtätigkeit konzentrierte er sich auf die Vermittlung der Sprechkunst in den Bereichen Schule und Universität. Er proklamierte revolutionäre Wege der sprecherischen Erarbeitung von Dichtungen im Deutschunterricht, u. a. durch die Einfühlung und sprecherische Erprobung mit dem Ziel, Sprechfreude zu wecken.
An der Universität Halle begründete Ewald Geißler 1906 im Rahmen seiner Lehrtätigkeit als Lektor das Fach der „Vortragskunst“, in dessen Lehrinhalte sprechkünstlerische Theorien und Praktiken einflossen. Richard Wittsack trat die unmittelbare Nachfolge Geißlers an. Auch Wittsack widmete sich einer umfassenden universitären sprechkundlichen Arbeit in Theorie und Praxis, in welche er die sprechkünstlerische Komponente einfließen ließ.
Ab 1952 führte Hans Krech die Arbeit Wittsacks an der Universität Halle fort. Krech schuf Neuerungen, die für damalige Verhältnisse bahnbrechend waren, da er konsequente sprecherzieherische Maßstäbe in Forschung und Didaktik etablierte. Er initiierte zudem akademische Studienpläne, die in den 1950er-Jahren maßgeblich zur Aufnahme der neu entstandenen Disziplin der Sprechwissenschaft in den Kanon wissenschaftlicher Fachdisziplinen beitrug.
Durch das Wirken von Irmgard Weithase gelang 1935 die Gründung eines Instituts für Sprechkunde an der Friedrich-Schiller-Universität Jena. Weithase war zudem in München tätig und entwickelte zahlreiche Übungsbücher zu speziellen sprechkünstlerischen Detailfragen.
Hellmut Geißner legte ein theoretisch-terminologisches sprechkünstlerisches Konzept vor, das er als „Grundzüge einer sprechwissenschaftlichen Theorie ästhetischer Kommunikation“ betitelte. In seiner darin enthaltenen Theorie des interpretierenden Textsprechens und Hörens beschrieb er Didaktisierungsvorschläge für die sprecherische Realisierung von Texten.
In jüngster Vergangenheit, Gegenwart und auch als Tendenz der näheren Zukunft ist eine erhebliche Diversifizierung der sprechkünstlerischen Theorie und Praxis beobachtbar. Es gibt verschiedenste bedeutende Fachvertreter, die die Sprechkunst als Bestandteil der Sprechwissenschaft entwickelt und transformiert haben. Stellvertretend genannt seien hier Egon Aderhold, Eva-Maria Krech und Hans Martin Ritter. Die Sprechkunst lässt sich nicht mehr auf das sprecherische Textinterpretieren reduzieren. Sie ist nunmehr geprägt durch (multi)mediale Vielfalt in einem gestalterisch und beruflich transdisziplinär-pluralistischen Umfeld.

## Erscheinungsformen
Seit der Ausdifferenzierung des Theaters im Barock (in Oper, Ballett und Schauspiel) ist eine Vielfalt der Formen und Anwendungen des künstlerischen Ausdrucks gegeben. Eine ähnliche Ausdifferenzierung in verschiedene Erscheinungsformen findet sich auch in der Sprechkunst wieder. Sie kann als eigenständige Kunstform, unabhängig von anderen Künsten, „quasi autonom“ existieren (z. B. historisch im sogenannten Dramenlesen, als Rezitation oder auch zum Teil im Hörbuch oder Poetry Slam). Zudem tritt sie als wesentlicher, synthetischer Bestandteil anderer Künste und Kunstformen auf, denen eine spezifische Wesensart und Funktion eigen ist (z. B. im Schauspiel oder als Teil der klassischen Gesangskunst). Zuletzt ist die Sprechkunst auch als künstlerische Mischform auffindbar, verknüpft im fließenden Übergang mit anderen Kunstformen (z. B. als Szenische Lesung oder Szenische Collage).

## Textgrundlagen
Die Sprechkunst basiert vorwiegend auf schriftlich fixierten Texten. Sie umfassen unterschiedliche, literarische Genres (Dichtungen der Lyrik, Epik oder Dramatik). In „Reinform“ (als Rezitation in eigenständiger Existenz) ist die Sprechkunst jedoch im heutigen Kultur- und Kunstkreis nur noch selten anzutreffen. Seit den 1980er-Jahren treten szenische Mischformate in den Vordergrund sprechkünstlerischer Arbeitsweisen. Neben diesen Mischformen existieren neue sprechkünstlerische Ausdrucksweisen, basierend auf nichtliterarischen und improvisierten Textsorten (z. B. in der Performance oder im Postdramatischen Theater). Der Gegenstand der Sprechkunst beinhaltet somit auch nichtliterarische Texte, wenn diese als Kunstform eine über den Alltag hinausgehende Perspektive aufweisen und in eine Aufführungssituation gebracht werden. Zusätzlich sei auch auf Texte hingewiesen, bei denen die Zeichen bedeutungslos bleiben, ohne den Anspruch zu erheben, eine bestimmte Intention beim Hörer zu erreichen. Dies ist v. a. in Lautgedichten der konkreten Poesie wiederzufinden, in welchen der Bedeutung von Sprache misstraut und „sinnfreier“ Inhalt geschaffen wird. Prominente Beispiele dafür sind die Texte der Dadaisten (z. B. Kurt Schwitters). Ein weiteres, aktuelles Phänomen im Postdramatischen Theater stellt die Emanzipation der Stimme vom literarischen Text dar. Die gesprochene Sprache ist nicht mehr vorrangig Träger von Bedeutungen gemäß der Textvorlage, sondern wird selbst zum Medium und Material des situativen Geschehens. Sprechkünstlerische Mittel wie Sprechgeschwindigkeit, Lautheit, Melodisierung, Akzentuierung usw. treten in den Fokus der Wahrnehmung. Schließlich sei die sogenannte Klangkunst erwähnt, welche nicht auf einer Textgrundlage basiert und die Laute an sich als Gegenstand bzw. Material versteht (bspw. David Moss). Die Klangkunst ist in einem Grenzbereich zwischen Sprechen und Singen anzusiedeln. So wie sich der Sprachgebrauch und seine Akzeptanz im Verlauf der Zeit verändern, so befindet sich auch der Gegenstand der Sprechkunst als Teilbereich der Künste und Sprache in einem immerwährenden Prozess des Wandels und ist daher nicht als starr oder eindeutig festgelegt anzusehen.

## Berufs- und Arbeitsfelder
Sprecherzieher und Sprechwissenschaftler arbeiten im Lehrgebiet Sprechkunst v. a. mit Studenten der Disziplinen Schauspiel und Gesang (klassisch und modern) oder mit ausgebildeten Schauspielern und Sängern. Auszubildende können auch Vertreter des medienvermittelten Sprechens darstellen (z. B. in den Bereichen Hörfunk und Hörbuch), ein Hauptaugenmerk liegt jedoch auf der Schulung theatraler und gesangskünstlerischer Prozesse. Ein Wirkungsfeld der Sprechkunst, in welchem die Anzahl der Stellen und Lehraufträge quantitativ geringer ist, ist die Lehramtsausbildung bzw. Lehrerfortbildung. Der Amateurtheater- und Freizeitbereich bietet ebenfalls Arbeitsmöglichkeiten für Sprecherzieher. Hier umfasst die Zielgruppe Kinder, Jugendliche und Erwachsene, die sich auf nichtprofessionellem Wege der Sprechkunst nähern wollen, meist im Rahmen von Theaterinszenierungen und Lesungen. Daneben existieren im weiteren Sinne auch im Bereich Deutsch als Fremdsprache, innerhalb der Theologieausbildung oder in der Therapie von Sprach-, Sprech- und Stimmstörungen Anwendungsmöglichkeiten für die sprechkünstlerische Lehrtätigkeit.

## Unterscheidung von Sprech- und Schauspielkunst
Das historisch geprägte Verständnis von Sprech- bzw. Vortragskunst, entstanden mit der Gründung der Wissenschaftsdisziplin der Sprechkunde zu Beginn des 20. Jahrhunderts, basierte auf der strikten Abgrenzung von Schauspielkunst und Sprechkunst. Die absolute Grenzziehung wird heute von der künstlerischen Praxis widerlegt. Seit Beginn der 1980er-Jahre ist durch die zunehmende Vermischung von Kunstformen eine Veränderung ästhetischer Positionen bemerkbar. Im Einklang dazu ist eine klare Abgrenzung der Art des sprechkünstlerischen Textumgangs von Schauspielern zu „Nichtschauspieler“ nicht mehr tragbar. Auch bei Nicht-Schauspielern wird in diesem Falle professionelles sprechkünstlerisches Handwerk vorausgesetzt. Dies bedeutet jedoch nicht, dass es keine Unterschiede zwischen einem ausgebildeten Schauspieler und einem Laien-Sprecher gibt, sondern vielmehr, dass die Grenzen der beiden künstlerischen Ausdrucksformen zunehmend durchlässiger und fließender geworden sind. Zudem ist das Genre nicht mehr ausschlaggebend für die sprechkünstlerische Eignung, neben dramatischen Ausprägungen finden auch epische, lyrische und sogar nichtliterarische Texte auf Theaterbühnen eine Anwendung.
Der amerikanische Regisseur und Theaterwissenschaftler Michael Kirby stellte 1987 ein Schaubild auf, das sich mit der Wahrnehmungsproblematik bezogen auf die Schauspielkunst befasste. Seine „Schauspiel-Matrix“ war in die fließend ineinander übergehenden Kategorien „Nicht-Schauspielen“ und „Schauspielen“ eingeteilt und sollte die Frage beantworten: „Wann nimmt ein Zuschauer ein Geschehen auf der Bühne als schauspielerisches Handeln wahr?“
Anhand dieses Modells kann eine Analogie zur Sprechkunst gebildet werden. Solange der Sprecher er selbst ist, nicht vorgibt ein anderer zu sein und in keine Figur schlüpft, ist die Darstellung als „reine“ Sprechkunst (klassische Rezitation) anzusehen. Sobald er bestimmte Eigenschaften einer Figur zeigt, aber noch nicht spielt, z. B. über Kostüm, Maske oder bestimmte Sprechweisen, bewegt er sich bereits in fließenden Übergängen in Richtung (einfaches) Schauspiel.
Die Sprechkunst bildet einen Teil des künstlerischen Gesamtprozesses des traditionellen literarisierten Theaters. Das Sprechen selbst ist eines der wichtigsten Theatermittel, welches gleichwertig neben anderen Theaterzeichen wie Bewegung, Maske, Kostüm, Bühnenbild, Lichtdesign oder Musik anzusiedeln ist. Es dient der Vermittlung des dramatischen Textes und hat u. a. narrative Funktionen zu erfüllen. Die Rezitation als klassische Form der Vortragskunst ist nur eine mögliche sprechkünstlerische Darstellungsform. Als Beschreibung für die durch die Mischformen geprägte Ausdrucksgestaltung der Sprechkunst führte Martina Haase, eine emeritierte Dozentin für Sprechkunst an der Universität Halle, den Terminus „Sprechspielen“ ein. Im Postdramatischen Theater haben das Sprechen und die Stimme einen veränderten Stellenwert, sie werden als eigenständige, enthierarchisierte Mittel angesehen.

## Theatrale Prozesse
„Unsere Gegenwartskultur konstituiert und formuliert sich zunehmend nicht mehr in Werken, sondern in theatralen Prozessen der Inszenierung und Darstellung, die häufig erst durch Medien zu kulturellen Ereignissen werden.“

Theatrale Prozesse, die sich in unterschiedlichen Aufführungsformen äußern können (Theater, Balladenvortrag, Zeremonien usw.), werden in ihrer kulturellen Bedeutung und Funktion den Texten und auch Monumenten gleichgestellt. Als Voraussetzung und gleichzeitig Gegenstand einer Aufführung ist das situative Momentum des beobachteten Handelns von mindestens einem Akteur durch mindestens einen Zuschauer definiert. Das Handeln bildet ist das Kunstwerk im Verlauf der Aufführung, das durch Wahrnehmung und Bezugnahme für den Zuschauer erfahrbar wird. Ausgangspunkt sind die Phänomene der neuronalen Spiegelung und der „Theory of Mind“, die diese Erfahrbarkeit ermöglichen. Diese Phänomene bezeichnen die Fähigkeit, Bewusstseinsvorgänge (Gefühle, Absichten oder Erwartungen) in anderen Personen zu erkennen und diese, um sie zu deuten, an der eigenen Person zu erfahren. Auch in der Kunst erfolgt die Wahrnehmung von Emotionen über Imitation und Empathie. Somit werden die Handlungsbeobachtungen zu einem gespiegelten, emotionalen Erlebnis, wenn man im Theater sitzt und einer Geschichte folgt, ohne aktiv im Sinne einer eigenen Handlungsausführung beteiligt zu sein. Trotz der Einfühlung bleibt der Beobachter nur Zuschauer und greift nicht in das Geschehen ein. In postmodernen Theaterformen wie der Performance ist es jedoch auch möglich, dass der Zuschauer zu einer Teilnahme eingeladen wird. Durch sein aktives Eingreifen ist er künstlerisch vereinnahmt und kann somit selbst zu einem Performer als Teil des Kunstwerks werden.
Doch auch ein individuelles Erleben der Zuschauer stellt sich ein, denn innerhalb des Bedeutungsraums in der Kunst geschieht ein Transfer von Handlungsmöglichkeiten, der zu Mehrdeutigkeiten führen kann und damit den Raum für die Freiheit des Denkens eröffnet. Der Prozess der Auslotung der Handlungsmöglichkeiten kann die Neugier wecken und die Aufmerksamkeit erhöhen. Eine körperliche Anwesenheit ist für die Perzeption von Sprechkunst jedoch nicht zwingend nötig. Der Mensch verfügt über eine innere Vorstellungskraft, mithilfe derer er Räume, handelnde Personen und Atmosphären imaginieren kann. Beim Hören eines Hörspiels kann bspw. die fehlende visuelle Komponente durch Vorstellung ergänzt werden.
Die Bezeichnung „Theatralität“ oder „theatralisch“ bezieht sich im alltags- und umgangssprachlichen Verständnis auf die übertriebene oder zu vordergründige Darstellung während einer Produktpräsentation, welche das Produkt selbst in den Hintergrund rückt. Im kultur- und theaterwissenschaftlichen Sinne ist der Begriff der Theatralität bzw. des Theatralen Prozesses weiter gefasst, indem der prozesshafte Charakter bezogen auf die sprechsprachliche Dimension stärker betont wird.
Eigenschaften der Theatralität
1. Performance: Vorgang der Darstellung durch Körper/Stimme vor anwesenden Zuschauern
2. Inszenierung: Entwicklung/Erprobung von Erzeugungsstrategien als ästhetisches Arbeiten
3. Korporalität: Zusammenwirken von Körperlichkeit, leibliche Präsenz
4. Wahrnehmung: Zuschauer in seiner Beobachtungsfunktion und -perspektive

Theatralität beschränkt sich demnach nicht auf traditionelle Theaterformen, zu denen bspw. das Guckkastentheater (Gegenüber von Zuschauerraum und Bühnenportal) gehört. Da kein vorbestimmter Rahmen (Ort, Zeit, Raum) einschließlich der Haltung des Zuschauers vorgegeben sein muss, ist in den Aufführungsmöglichkeiten eine ebenso vielgestaltige Sprach- und Sprechbehandlung möglich. Dieser Sprachgebrauch lässt sich als theatrale Sprechweise mit unterschiedlichen standardsprachlichen phonostilistischen Differenzierungen, Varietäten und Varianzen bezeichnen. Die Ansprüche an eine theatrale Sprechweise wechseln, es ist die Fähigkeit zur Variabilität der Theatersprache im künstlerischen Schaffensprozess gefordert.

## Schauspielmethodische Grundbegriffe
Die Kenntnis schauspielmethodischer Grundbegriffe ist im Themenkomplex Sprechkunst bzw. generell im Bereich der Bühne für einen Sprecherzieher notwendig, um effektiv und effizient mit Schauspielstudenten, Schauspielern und anderen Darstellern arbeiten zu können.

### Schauspielen
Das Schauspielen bezieht sich auf die sinnlich-praktische sowie leibhaft-nachahmende Darstellung eines handelnden Menschen. Elemente des Schauspiels stellen Gestik, Mimik, Stimme und Bewegung dar. Die Schauspielkunst ist im menschlichen Körper verankert, der ihren Ausgangspunkt bildet.

### Vorgang
Ein Vorgang ist ein bestimmter Handlungsablauf in Zeit- und Bühnenraum. Er wird durch die Frage „Was will ich?“ dargestellt, die mit einem Verb beantwortet werden kann. Erfahrbar wird ein Vorgang, indem der Schauspieler eine wertende Beziehung zum Spielpartner bzw. zu einem Gegenstand einnimmt und diese mimisch-gestisch sowie sprecherisch ausdrückt. Es folgen Beispiele aus einem Improvisationsseminar von Gerhard Ebert, einem Theaterwissenschaftler und Didaktiker.
Bsp. 1: „Es befindet sich ein Requisit auf der Bühne (eine Tasche auf einer Bank in einem Park). Die Aufgabe für den Studenten besteht darin, sich zu überlegen, was er mit der Tasche tun könnte. Er kommt als Spaziergänger, entdeckt die Tasche, geht auf sie zu, schaut sich schnell um, greift sich die Tasche, öffnet und durchwühlt sie. Er entdeckt nichts Interessantes in ihr und stellt sie enttäuscht auf die Bank zurück […]. Der Student nimmt das Requisit wahr und bewertet es (nichts Interessantes für mich drin) – er stellt damit eine Beziehung zur Tasche, zum Gegenstand her. Mit seinem schnellen Um-sich-schauen stellt er eine Beziehung zu Menschen her (es könnte ihn jemand beobachten). Nach der Bewertung (es beobachtet ihn niemand) handelt er entsprechend (er stöbert in der Tasche). Wir haben hier den Vorgang, dass sich jemand an fremdem Eigentum vergreift.“

### Drehpunkt
Ein Vorgang ist nicht unbegrenzt und endet, wenn ein neues „Was“ dominiert. Die Übergangs- oder Nahtstelle zwischen zwei Vorgängen wird als Drehpunkt bezeichnet. Eine Voraussetzung für den Beginn bzw. Wechsel eines Vorgangs ist das Eintreten eines neuen Umstandes.
Bsp. 1: „[E]s könnte plötzlich ein anderer Spaziergänger im Park erscheinen; unser potenzieller Gelegenheitsdieb würde in der Folge die Flucht ergreifen. Drehpunkt ist in diesem Fall das Auftauchen eines anderen Menschen.“

### Situation
Jeder Vorgang findet in einer bestimmten Situation statt, welche wiederum den Ablauf des Vorgangs beeinflusst. Zu erschließen ist die Situation mit der Frage „Wo handle ich?“. Kein Handeln und Tun findet isoliert von konkreten Umständen statt. Das Erfinden des Vorgangs ist der eigentliche Prozess des Aufbauens der Situation. Mit den sogenannten W-Fragen „Wer/Warum/Was/Wozu/Wie/Wo/Wann“ (Fragen nach den Umständen) erschließt sich geistig die Situation und kann mit dem daraus resultierenden Spiel aufgebaut werden. „Warum“ klärt die Ursache bzw. das Motiv des Handelns und führt rückwärts auf der Zeitachse. „Wozu“ ist hingegen der Motor des Willens und orientiert sich nach vorn auf das Ziel des Handelns. Eine wichtige methodische Regel beim Erschließen der Situation ist die Trias von „Beobachten – Bewerten – Reagieren“.
Bsp. 1: „Bevor die Tasche genommen wurde, hat sich der Student vergewissert, dass ihn niemand beobachtet. Es ist die Situation, allein und damit unbeobachtet in einem Park zu sein. Diese Situation bestimmte sein Handeln.“

### Haltung, Einstellung und Verhalten
Die Haltung bezieht sich auf das materielle Verhältnis, während die Einstellung das geistige Verhältnis des Spielers zur Situation darstellt. Einstellungen werden durch Haltungen sichtbar gemacht. Ein logisch angemessener Vorgang (Abfolge von Haltungen und Einstellungen) innerhalb der Situation führt zu einem folgerichtigen Verhalten.
Bsp. 2: „Der Spielimpuls ist ein Brief, den der Student von einem Freund bekommt. Im Brief berichtet der Freund u.a., er habe das Motorrad vom Studenten unabgesprochen benutzt und damit einen Unfall mit Totalschaden verursacht. […] Beim Lesen der betreffenden Stelle lehnt er sich fassungslos zurück, schlägt mit der Faust auf den Tisch, steht auf und läuft im Raum umher, setzt sich wieder, zögert, überlegt und beginnt erst dann zu schreiben. […] [D]er Haltungswechsel erfolgte an dem Punkt, wo eine Entscheidung getroffen wurde.“

### Untertext
Der Untertext oder Subtext ist ein technisches Mittel für das Denken als Impulsgeber des sinnlich-praktischen Handelns. Er bildet die ureigenste Angelegenheit des Schauspielers und entwickelt sich aus dem Empfinden sowie der Auseinandersetzung mit der Situation. Die W-Fragen bieten ein Instrumentarium für die Entwicklung einer Situation. Über die Vorgangsfrage „Was will ich?“ wird ständig das Für und Wider des Handelns hinterfragt. Der Untertext ist als eine Assoziationskette von Fragen und Antworten zu verstehen, die zu bestimmten Entscheidungen führt. Diese Kette sollte stets durch Gedanken, Gefühle und Empfindungen begründet oder verursacht werden, damit sich keine äußere, aufgesetzte Spielweise ergibt.
Bsp. 3: „Situation vor dem Schaufenster einer Fleischerei: Die mögliche Abfolge eines Untertextes ist nicht: ‚Was will ich? Fleisch kaufen! Was will ich? In die Fleischerei gehen! Was will ich? In die Geldbörse sehen!‘, sondern: ‚Hab ich einen Hunger! Kauf' ich mir Wurst? Ein Stück Brot tut es auch! Hab' ich überhaupt genug Geld? Lieber mal nachsehen!‘ […]. ‚Lieber mal nachsehen!‘ wird zum entscheidenden Gedankenimpuls für sinnlich-praktisches Handeln. Es ist nicht genug Geld im Portemonnaie, damit wird der Impuls für den nächsten Gedanken geliefert: ‚Für Wurst reicht es nicht!‘“
Auch in der Arbeit mit Texten kann das technische Mittel des Untertextes vom Spieler oder Sprecher genutzt werden, um den jeweiligen Autoren- bzw. Fremdtext zu seiner eigenen, glaubhaften Äußerung umzuwandeln.

## Neuere Formen und Ausprägungen
(Quelle: )

### Poetry Slam
→ Hauptartikel: Poetry-Slam
Poetry Slam wird als moderner Dichterwettstreit oder als öffentlicher Wettbewerb der Literaturshow verstanden, der überwiegend in der Kneipen- und Barszene oder im institutionalisierten Kulturbetrieb stattfindet. Der englische Begriff leitet sich aus dem Substantiv „poetry“ für „Dichtkunst“ oder „Poetik“ sowie dem substantivierten Verb „slam“ für „Abschlag“ oder „Volltreffer“ (v. a. im Sportbereich verwendet) zusammen und bezieht sich auf das literarisch-dichterische „Niedermachen“ eines Konkurrenten im Wettkampfstil. Die sogenannten „Slammer“ (Verfasser des Poetry Slam) lesen ihre eigenen Texte nicht im Sinne einer klassischen Autorenlesung, sondern, strengen Regeln folgend, inszeniert als „Cultural Performance“ für eine Jury bzw. ein wertendes Publikum. Poetry Slam kann als spezifische Form der Kommunikationsästhetik beschrieben werden, die durch die direkte Interaktion zwischen Autor bzw. Sprecher, Publikum, Jury und Moderator gekennzeichnet ist. Dabei treffen Produktion, Distribution und Rezension von Literatur unmittelbar aufeinander. Es ist eine klangliche Nähe zu den musikalischen Genres des Rap und Hip-Hop wiederzufinden. Slammer sind in der Regel keine Schauspieler oder gelernten Sprecher. Daher stellt Poetry Slam eine weitere Mischform der Künste dar. Es ist keine reine Sprechkunst in Form der Rezitation, aber auch kein komplexes Schauspielen.

### Rap
→ Hauptartikel: Rap
Der Rap ist eine spezielle Form des Sprechgesangs, die in bestimmten Fällen rhetorischen Charakter trägt. Rap ist jedoch in erster Linie eine Lebensart, welche die sprecherisch-musikalische Ausdrucksform als grundlegende Teilgröße involviert. Sprachlich besteht eine intensive soziolektale Prägung, wodurch die Rap-Texte, welche zahlreiche Szene-Codes beinhalten, auf eine spezielle Zielgruppe bzw. Hörerschaft zugerichtet sind. Meist werden alltägliche Situationen durch die Vertreter des Rap (Rapper) thematisiert, wobei Redegewandtheit, artikulatorische Virtuosität sowie sprechgestalterisches Improvisationsvermögen als besondere Qualitätsmerkmale hervorzuheben sind. Dabei bedienen sich die Rapper sowohl formelhafter verbaler Versatzstücke wie auch neuartig kreativer Redeanteile. Die Texte sind v. a. narrativ, enthalten aber auch Elemente der direkten Rede und des Ansprechens. Für die akzentuell und temporal rhythmische Gestaltung ist der Beat als metrische Grundlage wesentlich. Rap-Veranstaltungen und -Auftritte sind ritualisiert und tragen oftmals Wettbewerbscharakter. Häufige Rapformen sind Storytelling, Party-, Polit-, Gangsta-, Battle- und Pimp-Rap.

### Hörbuch
→ Hauptartikel: Hörbuch
Ein Hörbuch ist ein Worttonträger, der vorwiegend literarische, aber auch nichtliterarische Texte (bspw. Sachtexte) vollständig oder unvollständig in unterschiedlichen Darbietungsformen (Feature, Hörspiel, Lesung) für Literatur- und Theaterinteressierte sprechkünstlerisch zu Gehör bringt. Die textliche Bandbreite erstreckt sich über Werke des literarischen Erbes bis zu aktuellen Buchproduktionen (meist Prosa, daneben Lyrik und Dramatik). Das Verhältnis zwischen gedruckter Vorlage und Sprechversion kann dabei entweder eng (im Sinne einer werkgetreuen, gattungsbezogenen Gestaltung) oder weit gefasst (im Sinne einer inszenierten, gattungsunabhängigen Gestaltung) sein. Vorgelesene Texte (Lesungen) und Sprechfassungen von Gedichten und Dramen stellen den Hauptanteil der Hörbuchproduktionen dar.

### Hörspiel
→ Hauptartikel: Hörspiel
Das Hörspiel stellt ein klangkünstlerisches Gesamtwerk dar, welches aus einer Verbindung von stimmlich-sprachlichem Ausdrucksverhalten, Musik- und Geräuscheinarbeitungen besteht. Im Unterschied zur Tonform des Hörbuchs besticht es durch gespielte Szenen mit unterschiedlichen Rollen und Sprechern. Durch die tontechnische Arbeit (Aufnahmeleitung, Schnitt) werden fiktive Räume auf verschiedenen Wahrnehmungsebenen erschaffen. Es entsteht ein virtueller Umgebungsraum zur Erzeugung verschiedener Atmosphären und Situationen. Aus der kombinierten Synthese von Klangwelt, Musik und Sprachebene (verankert in einer Geschichte), imaginiert der Hörer ein Geschehen, das er intensiv miterleben kann.

### Synchronsprechen
→ Hauptartikel: Synchronsprechen
Der Prozess des Synchronsprechens bezieht sich auf das Einbetten der deutschen Sprache in eine bereits fertiggestellte künstlerische Film- oder Serienvorlage. Da die eingedeutschte Version prinzipiell keine neue Interpretation erfordert, wird bei der Dialogübersetzung und der Erarbeitung der Sprechfassung sehr sorgsam und originalgetreu vorgegangen. Hierfür arbeiten Dialogbuchautor, Synchronregisseur, Tonmeister, Cutter und die Sprecher eng zusammen. Auch wenn der Begriff das Sprechen hervorhebt, so ist das Synchronsprechen doch v. a. eine schauspielerische Leistung, bei der die Schwerpunkte auf einer schnellen und feinen Wahrnehmung sowie stimmlich-sprecherischen Wandlungsfähigkeit liegen. Daher kann das Synchronsprechen auch als Synchronschauspielen bezeichnet werden.

## Vorstellungen von sprechkünstlerischen Prozessen
(Quelle: )

### Sprecher und Text
Literarische Texte in herkömmlicher, niedergeschriebener Form (Lyrik, Dramatik, Epik) eröffnen Sprechern spezifische Gestaltungspotentiale, die in der Zeichenstruktur angelegt sind und bestimmte gestalterische Realisationen nahelegen.

#### Lyrik (metrisch gebunden)
Das der literarischen Gattung der Lyrik innewohnende Versmaß hat gemeinsam mit der metrischen Bindung erhebliche Konsequenzen für die professionelle sprecherische Umsetzung. Die metrische Form eines Textes lässt sich mithilfe des skandierten Sprechens und des taktgliedernden Verfahrens ermitteln. In lyrischen Texten treten emotional-stimmungshafte Aspekte meistens in Gestalt vom „Lyrischen Ich“ hervor. Dies kann zu einer Verdichtung des Textes und damit einhergehenden Komprimierung wechselnder Emotionalitäten führen. Die metrische Abweichung von der Morphologie, Syntax, Lexik und Semantik eröffnet der prosodischen Gestaltung durch den Sprecher einen besonderen Spielraum. Die Gestaltungspalette reicht von Minimalismus bis hin zu maximaler Expressivität.

#### Dramatik (metrisch gebunden oder metrisch ungebunden)
Für die sprechkünstlerische Umsetzung dramatischer Texte wird das Gestische Prinzip empfohlen. Die dramatischen Texte sind nicht nur für theatrale Inszenierungen geschaffen, der theatrale Prozess ist für die vollständige Realisierung des Dramas notwendig. Dramen enthalten meist eine knappe, in sich geschlossene Handlung und sind von Unmittelbarkeit und Gegenwärtigkeit geprägt. Die Sprecherisch-stimmliche und prosodische Gestaltung lässt große interpretative Spielräume offen.

#### Epik (metrisch ungebunden)
In epischen Texten vermittelt ein Erzähler zwischen dem Geschehen und dem Hörer. Der Erzähler kann distanziert und gelassen, aber auch annähernd berichten. In der Schilderung des zeitlichen Verlaufs sind Raffungen und Dehnungen möglich. Der Produzent kann den Rezipienten zum stärkeren Nachdenken ermuntern.

### Gestaltungsmittel (Prosodie und Artikulation)
Innerhalb der menschlichen Kommunikation nimmt der Hörer neben dem eigentlich geäußerten Inhalt auch prosodische und artikulatorische Merkmale des Sprechers wahr. Diese können auch als sprecherische Gestaltungsmittel betitelt werden. Diese Gestaltungsweisen sind nicht nur in der Alltagskommunikation erkennbar, sie finden auch im sprechkünstlerischen Kontext eine Verwendung. Im prosodischen Bereich können sie durch die Merkmalskomplexe Melodieverlauf, Stimmklang, Lautstärke, Sprechgeschwindigkeit, Pausensetzung sowie Akzentuierung und Rhythmus zum Ausdruck kommen. Im artikulatorischen Bereich lassen sich die Gestaltungsweisen phonostilistische Variation, regionalphonetische Variation sowie Koartikulation und Assimilation wiederfinden. Durch den Einsatz der Gestaltungsmittel können Gefühle (wie Glücklichkeit, Wut oder Angst) sowie Eigenschaften des Sprechers (bspw. Alter, Geschlecht oder Persönlichkeit) preisgegeben werden. Der Sprechausdruck bezeichnet nicht die Textgestaltung im Sinne von Lexik oder Syntax, er bezieht sich stets auf die phonetische und somit sprecherisch realisierte Ebene der Äußerung. Die sprecherischen Ausdrucksweisen stehen in einer komplexen Form-Funktions-Dichothomie zueinander, da sie vom Sprecher meist einseitig intendiert sind, aber vom Hörer vielfältig bewertet werden können. Daher ist stets eine Subjektivität der Interpretation sprecherischer Mittel gegeben. Künstlerische Ereignisse können sogar darauf zielen, Verunsicherung bzw. interpretatorische Vielfalt herzustellen und neue Auffassungsspielräume zu eröffnen.

### Produzenten und Rezipienten
Das System aus Produzenten und Rezipienten in künstlerischen Sprechprozessen ist innerhalb der Vorgänge Konstruktion und Dekonstruktion auf den Umgang mit Sinn und Form ausgerichtet. In vielen sprechkünstlerischen Prozessen spielt das Werk als Inspiration sowie Arbeitsfaktor eine grundlegende Rolle. Daher wird häufig die Auffassung vertreten, dass die Sprechkunst grundsätzlich an vorhandene Texte aus Lyrik, Prosa oder Dramatik gebunden sei. Die gegenwärtige Diversifizierung der künstlerischen Prozesse bedingt es jedoch, dass das sprechkünstlerische Wort nicht mehr an starre Textvorlagen geknüpft sein muss. Ist ein Werk jedoch im sprechkünstlerischen Prozess enthalten, entsteht stets das Phänomen der historischen Differenz. Die ursprüngliche und einmalige Produktionssituation wird dabei um eine oder mehrere jeweils einmalige Kommunikationssituationen ergänzt, die sowohl in einem reproduktiven als auch in einem produktiven Rahmen stattfinden können. In sprechkünstlerischen Situationen kann der Zuschauer, wie im alltäglichen Leben, dazu angeleitet werden, aus dem erlebten Vorgängen Sinn zu konstituieren. Im künstlerischen Prozess ist es jedoch auch möglich, diese Grundsätze aufzuheben und bewusst (semantische) Leerstellen, Unbestimmtheiten, Plausibilitätslücken, Unkonformitäten oder Unauffälligkeiten zu erzeugen. Es ist für den Zuschauer reizvoll, fiktional-fantastische Handlungen zu erleben, da durch neu entdeckte fantasievolle Denkanstöße die Spielräume der eigenen geistigen Existenz erweitert werden können.

## Gestisches Sprechen

### Begriffsinhalt
Das Prinzip des Gestischen Sprechens ist eine wesentliche Methode der sprecherzieherischen Arbeit an Schauspielschulen. Der Begriff des Gestus, welcher von Bertolt Brecht geprägt wurde, wird in der sprechwissenschaftlichen Literatur seit Mitte der 1970er-Jahre genutzt. Klaus Klawitter und Herbert Minnich, Emeriti der Hochschule für Schauspielkunst „Ernst Busch“ Berlin, entwickelten die Methode des Gestischen Sprechens, um die Integration sprechtechnischer Abläufe in den schauspielerischen Darstellungsprozess zu fördern. Auch Hans Martin Ritter spielte eine bedeutende Rolle in der Vermittlung dieses Themenkomplexes.
Bertolt Brecht entwickelte innerhalb seiner Theaterarbeit seit den 1920er-Jahren eine bestimmte sprecherische Art des Herangehens an Schauspieltexte beim Schreiben und Inszenieren, die er 1938 erstmals „gestisch“ nannte. Unter einem „Gestus“ verstand Brecht einen „Komplex von Gesten, Mimik und […] Aussagen, welchen ein oder mehrere Menschen zu einem oder mehreren Menschen richten“ (Bertolt Brecht: Schriften 2). Menschliches Handeln erfolgt immer mit einer bestimmten Absicht oder einem bestimmten Ziel, welche unter sozialen Umständen entstehen. Der Gestus ist die geistige und die sich daraus ergebende körperliche Gesamthaltung, die all diesen Handlungen zugrunde liegt.
Brecht definiert den Gestus auch als „einen Komplex von Gesten und Äußerungen, welcher, bei einem einzelnen Menschen auftretend, gewisse Vorgänge auslöst […] oder auch nur eine Grundhaltung eines Menschen (wie Zufriedenheit oder Warten). Ein Gestus zeichnet die Beziehungen von Menschen zueinander. Eine Arbeitsverrichtung z. B. ist kein Gestus, wenn sie nicht eine gesellschaftliche Beziehung enthält wie Ausbeutung oder Kooperation“ (Bertolt Brecht: Schriften 2). Brecht betont, dass der Gestus nicht ausschließlich im Sinne von Gestikulieren verstanden werden darf.
Mithilfe der Vermittlung des Gestus zielt Brecht auf die Herstellung einer natürlichen (authentischen) Sprache und Sprechweise auf der Bühne, die jedoch stilisiert und vom Alltag abgehoben ist. Die Aufgabe des Theaters besteht für ihn darin, die wirklichen Vorgänge des Lebens auf der Bühne abzubilden und damit eine kritische Reflexion des Zuschauers zu der Kausalität (Ursächlichkeit) dieser Vorgänge hervorzurufen.

#### Ausprägungen des Gestus
- Er kann nur in Worten auftreten, z. B. im Radio.
- Er kann in Gestik und Mimik ohne gesprochene Worte auftreten, aber die Worte dennoch beinhalten, z. B. im Stummfilm.
- Er kann nur in Gestik auftreten, aber die Worte dennoch beinhalten, z. B. im Schattenspiel.

Brecht beschreibt an einem Beispiel aus der Bibel seine Kriterien für einen gestisch reichen Text bzw. für gestisch reine Formulierungen. Die Äußerung „Reiße das Auge aus, das dich ärgert!“ (Matthäus 18,9 ) beinhaltet einen Gestus des Befehls. Sie ist aber nicht rein gestisch, da mit „das dich ärgert“ noch ein weiterer Gestus als Erklärung folgt. Die Handlungsbegründung kommt allerdings in dieser Satzkonstruktion nicht sonderlich stark zum Vorschein.
In der Bibelübersetzung von Martin Luther sieht Brecht einen reinen gestischen Ausdruck: „Wenn dich dein Auge ärgert, reiß es aus!“ (Matthäus 18,9 ). Der erste Teilsatz „Wenn dich dein Auge ärgert“ enthält eine Annahme, deren innewohnendes Eigentümliches und Besonderes im Tonfall (Suprasegmentalia) ausgedrückt werden kann. Vor dem zweiten Teilsatz ist eine kleine Pause der Ratlosigkeit bemerkbar, die von dem verblüffenden Rat „reiß es aus!“ aufgelöst wird. Die Abfolge der Teilsätze lässt diese Äußerung in der Nachvollziehbarkeit logischer erscheinen.
Klaus Klawitter und Herbert Minnich formulierten Leitlinien zur sprecherischen Realisierung und damit Modifizierung des Gestus-Begriffes für die Sprecherziehung und Textarbeit. Hierbei wird Sprechen als gesamtkörperlicher Vorgang angesehen, da jeder sprachlichen Äußerung eine gesamtkörperliche Handlungsbereitschaft vorausgeht. Der Gestus ist über das Bedingungsgefüge der inneren Einstellung (des Sprechers), des Partnerbezugs bzw. der Partnerorientierung, des Situationsbezugs, der gesamtkörperlichen Haltung sowie des Vollzugs der sprachlichen Äußerung realisierbar.

### Methode

#### W-Fragen
- Wer bin ich? Wem erzähle ich die Geschichte bzw. für wen spreche ich, zu wem spreche ich?
- Was erzähle ich, was ist der Inhalt?
- Warum erzähle ich das, aus welchem Grund? Wozu erzähle ich das, was beabsichtige ich, was möchte ich beim Partner erreichen, was ist meine Motivation?
- Wo ist die räumliche, Wann ist die zeitliche Situation, in der es stattfindet?
- Was passiert im Text, welche Vorgänge und Haltungswechsel finden statt, welche (poetischen) Figuren gibt es?

Bsp.: Ernst Jandl – ottos mops (1970)
Ernst Jandl

ottos mops

Link zum Volltext des Gedichts

(Bitte Urheberrechte beachten)
- Figuren: Otto, sein Hund und ein Erzähler.
- Vorgänge in Strophe 1
  - "ottos mops trotzt" → Bsp.: Ottos Hund ist unartig.
  - "otto: fort mops fort" → Bsp.: Otto schickt ihn weg.
  - "ottos mops hopst fort" → Bsp.: Der Hund gehorcht und geht.
  - "otto: soso" → Bsp.: Otto kommentiert das Geschehen.
- Möglicher Haltungswechsel in Strophe 2: "otto hofft" → Bsp.: Otto möchte, dass der Hund zurückkommt. Er macht sich Sorgen, dass ihm was passieren könnte.[22]

#### (Er)Finden einer Situation
Hierbei sollte so konkret und klar wie möglich an die eigenen lebensweltlichen Erfahrungen und Gefühle angeknüpft werden. Die Konstruktion abstrakter bzw. komplizierter Szenen, die mit der eigenen Lebenswirklichkeit nichts zu tun haben, ist nicht förderlich für die Vermittlung eines Gestus.
Bsp.: "Otto ist unser Nachbar von gegenüber, ich wohne in einer WG. Ich kann ihn nicht leiden, weil er sich über alles aufregt (unsere Fahrräder lehnen an seinem Haus, wir hören zu laute Musik usw.); aber die Hundehaufen seines Mops macht er nicht weg! Ich stehe zufällig an unserem Küchenfenster, sehe Otto in seiner Wohnung und verfolge das Geschehen – zunächst mäßig interessiert, im Verlaufe der Geschehnisse wird es aber zunehmend spannender und Schadenfreude (wie gesagt: wir mögen uns nicht) kommt auf. Ich berichte meinen Mitbewohnern, die am Frühstückstisch sitzen und Otto nicht sehen können, was ich sehe (Prinzip Mauerschau)."

#### Beziehung der Figuren
Bsp.:
- Warum hat Otto den Hund? Wie behandelt er ihn? Hat er ihn lieb oder ist er ihm lästig?
- Was ist Otto für ein Mensch? Welche Wesenszüge hat er? Wie alt ist er? Wie sieht er aus?
- Wie verhält sich der Hund? Was hat er für eine Wesensart? Wie leben sie miteinander?
- Welche Haltung hat der Erzähler zu Otto und seinem Hund? usw.[22]

#### Das Wie
Aus der Situations- und Figurenanalyse resultiert die sprecherische Umsetzung mittels Stimme, Sprechweise, Artikulation und Körper. Die gesamtkörperliche Haltung und damit verbundene Spannung ergibt sich praktisch von allein. Diese Spannung sollte nicht äußerlich aufgesetzt werden, sondern sich über das Vorstellen der Situation und der Vorgänge (mithilfe von Untertexten) einstellen und auf sich das Sprechen übertragen. Bei der Arbeit mit dem gestischen Prinzip ist es zusätzlich wichtig, sich konkrete Ansprechpartner vorzustellen, die eigene Kreativität, Phantasie und Emotionalität zu nutzen sowie Lust bzw. Freude am Sprechen und Sich-Mitteilen-Wollen aufzuzeigen. Die hier beschriebene Möglichkeit der gestischen Herangehensweise an „ottos mops“ stellt nur eine von unzähligen denkbaren Varianten der Umsetzung dar.
Die Eignung von literarischen Texten für ein gestisches Herangehen ist verschieden ausgeprägt. Texte, deren sprachliche Struktur gestisch ist (bspw. Balladen), sind besser geeignet, v. a. als Einstieg in die Methode. Es gibt aber auch Texte, die sich vor einem gestischen Zugang versperren. Hierbei sollte der Sprecher nichts erzwingen und nach anderen methodischen Möglichkeiten suchen. Das gestische Sprechen darf nicht als ein starres Konzept verstanden werden, sondern als Ansatzangebot, welches auch kombinierbar mit anderen, neuen Herangehensweisen, wie der Linklater-Methode, ist.

## Lehrmeinungen und Konzepte
(Quelle: )

### Die Linklater-Methode
Die Linklater-Methode umfasst ein differenziertes Übungsprogramm zur Stimmarbeit in den Teilbereichen Entspannung, Körperhaltung, Atmung, Stimmgebung, Resonanz und Dynamik. Sie wurde von der schottischen Stimmbildnerin Kristin Linklater in ihrem 1976 erschienenen Lehrbuch „Freeing the Natural Voice“ („Die persönliche Stimme entwickeln“) begründet. Die grundsätzliche Annahme der Methode ist es, dass jeder Mensch über eine natürliche Stimme verfügt, aber die Funktion dieser Stimme durch Einschränkungen, Blockaden oder Verformungen beeinträchtigt werden kann. „Wenn sie beseitigt sind, ist die Stimme in der Lage, die ganze Spanne menschlicher Gefühle und alle Nuancen von Gedanken mitzuteilen.“ (Kristin Linklater: Die persönliche Stimme entwickeln. Ein ganzheitliches Übungsprogramm zur Befreiung der Stimme). Im Mittelpunkt steht das Zurückfinden zu den physiologischen Abläufen und Teilfunktionen des Körpers. Dabei spielt das Entspannen, Lösen oder Loslassen eine zentrale Rolle. Das Ziel ist es, weg von dem ruhelosen Zwang zu kommen, etwas tun oder machen zu müssen. In einem Prozess der Bewusstwerdung von innen nach außen soll erfahren werden, was im eigenen Körper vorherrscht, und wie dies durch neue Möglichkeiten optimiert werden kann. Der Arbeitsansatz von Kristin Linklater ist inzwischen nicht nur in den USA und Großbritannien bekannt, er stößt in ganz Europa und insbesondere in Deutschland auf zunehmende Resonanz.

### Körperstimmtraining
Das Körperstimmtraining ist eine körperorientierte Sprechbildungsmethode im Bereich der Sprecherziehung des Schauspielers. Es umfasst Atem-, Stimm- und Artikulationsübungen, die mit bewegungsmotorischen Abläufen zu einer Einheit verbunden werden und damit über rein gymnastische Elemente z. B. zur Erwärmung hinausgehen. Das Körperstimmtraining wurde in den 1960er-Jahren von Inge Honigmann an der Hochschule für Schauspielkunst „Ernst Busch“ Berlin entwickelt. Es ist kein in sich geschlossenes Übungssystem und unterliegt immerwährenden Veränderungen. Wesentliche Schwerpunkte sind jedoch die Arbeit an der Körperhaltung und Atmung, die Entwicklung einer Mitte des körperlichen Zentrums, die Erarbeitung der Stützfunktion für die Stimme (auch über körperliche Widerstände) und die optimale Einstellung der Artikulationsorgane. Außerdem befördert die Arbeit gruppendynamische Prozesse und hilft, einen Partnerbezug zu entwickeln. Von besonderer Bedeutung ist das Training der Impulsfähigkeit. Körperimpulse sauber und präzise zu setzen, ist eine wesentliche Voraussetzung für die sichere Verwendung von Sprechimpulsen im Text. Das Körperstimmtraining ist inzwischen innerhalb der Sprecherziehung ein anerkanntes Unterrichtsfach an vielen Schauspielschulen in Deutschland, Österreich und der Schweiz.

### Funktionale Arbeitsweise
Die funktionale Arbeitsweise, auch funktionales Stimmtraining genannt, ist eine aus der Gesangspädagogik stammende Methode zur Beeinflussung der Doppelventilfunktion des Kehlkopfs, die im Bereich der Stimmtherapie und der Sprechbildung von Schauspielern angewendet wird. Ausbildungsstätten des funktionalen Arbeitens finden sich z. B. im Rabine-Institut in Walheim oder im Lichtenberger-Institut in Fischbachtal. Innerhalb der Theorie der funktionalen Arbeit wird untersucht, welche Funktionen der Kehlkopf beim Zusammenwirken von Bewegung und Atmung innehat. Der Luftdruck der Lunge übernimmt bspw. eine wichtige Stützfunktion des Torsos in unterschiedlichen Bewegungsformen. Die Praxis des funktionalen Stimmtrainings setzt an Haltungs- und Bewegungsübungen an, die die Regulierung von Über- und Unterdruckaktivität möglich machen. Das Ziel der Übungen ist die Veränderung der Stimmfunktion. Eine feine Abstimmung von Ein- und Ausatmung bietet nicht nur eine Voraussetzung für die Regulation des Luftdrucks und damit für die Stimmstütze, sie ist auch grundlegend für die Förderung der Weitung des Rachenraumes und das Herstellen einer natürlichen Kehlkopftiefstellung während des Sprechens.

### Chorsprechen
Unter Chorsprechen versteht man das gleichzeitige oder rhythmisch koordinierte künstlerische Sprechen einer Gruppe im Rahmen einer Aufführung des Schauspiels oder der Sprechkunst. Die Herkunft des Begriffes „Chor“ lässt sich auf die Antike (600 v. Chr.) zurückführen. Bei damaligen Dramenaufführungen galt das Wort „choros“ zunächst als Platzbezeichnung. Erst später wurde der Begriff für die Darbietenden, die Sprecher in der Masse, genutzt. Ein Chor bestand aus mehreren Choreuten (Athener Bürgern) und einem Chorführer. Dem Chor kam die Rolle des deutenden und kommentierenden Beobachters zu, er sollte als Sprachrohr des Dichters fungieren. Im Mittelalter wurden Wiederbelebungsversuche des Chores im gregorianischen Gesang während der geistlichen Spiele in die Wege geleitet. In der Zeit der Weimarer Klassik nutzten Friedrich Schiller und Johann Wolfgang von Goethe den Chor als Mittel zur Abstraktion. Auch Bertolt Brecht nutzte und modifizierte das chorische Sprechen für sein schauspielerisches Arbeiten, um politische Aussagen zu transportieren.
Grundvoraussetzung für das chorische Sprechen ist eine physiologische Atmung und eine entsprechende Körperhaltung. Der Faktor der Lautheit spielt im Rahmen des chorischen Sprechens eine wichtige Rolle, da eine Vielzahl von Stimmen automatisch lauter und dynamisch umfangreicher klingen. Innerhalb der Melodieführung sollte während des Chorsprechens ein lebendiges, vergrößertes Melodiemuster hergestellt werden, in welchem sich die verschiedenen Stimmmelodien ergänzen. Im Bereich des Sprechtempos kann entweder ein langsameres Standardsprechen für die Verständlichkeit angestrebt oder ein chaotisches Sprechen als Mittel zur Verwirrung genutzt werden. Die Wörter und Laute sollten präzise akzentuiert sein. Rhythmische Gruppen können das Hörverstehen gestalten, genauso wie durch eine ungewohnte Akzentuierung Verfremdungen entstehen können. Als Pausenelemente können die Staupause zur Gliederung sowie die Atempause für den Spannungsabfall fungieren. Ein einheitlicher Sprechrhythmus im vorgegebenen Takt führt zu einem besseren Hörverstehen. Er sollte jedoch nicht zu mechanisch oder einstudiert wirken, da dies eine Eintönigkeit zur Folge haben kann. Mithilfe der Artikulation kann das Wichtige markiert und eine Absicht ausgedrückt werden. Daher ist eine höhere Intensität der Aussprache vonnöten. Im Rahmen der Klangfarbengestaltung kann durch die Entpersönlichung des individuellen Sprachklangs ein gruppenbezogenes Gesamtklangbild erzeugt werden. In älteren Lehrwerken bzw. -modellen des Chorsprechens wurde ein Impuls von außen (Lichtsignal, Dirigent) als geeigneter Einsatz des Chores definiert. Heutzutage versucht man zumeist mithilfe der Methoden des gestischen Prinzips einen Impuls von innen heraus zu entwickeln.

### Sprecherziehung für Gesangsstudenten
Die Aufgabe der Sprecherziehung für Gesangsstudenten besteht darin, die Sprechstimme und Artikulation bewusst und wirkungsvoll für die Optimierung und Vervollkommnung der sängerischen Leistungen einzusetzen. Sie zielt auf die Ausbildung einer Sprecherstimme mit einer für den Gesang tauglichen Klang- und Lautbildung, die den wesentlichen Erfordernissen der Gesangskunst gerecht wird. Beim Sprechen treten keine abrupten, sondern durch ständiges Ineinandergreifen dauerhaft gleitende, sich stetig verändernde Artikulationsbewegungen auf (Koartikulation). Um beim Singen den Klang in allen Stimmlagen hinsichtlich der Tragfähigkeit und Klangfülle so optimal wie möglich gestalten zu können, ist der Sänger bemüht, seinen Klangfluss zu erhalten. Man spricht von einem Dualismus zwischen Klangbildung und Deutlichkeit. Auf der einen Seite bemüht sich der Sänger, die nahtlose Verbindung eng aneinander gebündelter Konsonanten und Vokale im Legato nicht zu zerstören, auf der anderen Seite darf er die Textverständlichkeit nicht vernachlässigen. Ein klangorientiertes Sprechen stellt somit eine wesentliche Voraussetzung für die sängerische Klangoptimierung dar. Die Klangfülle und Resonanz beim Singen sind an die Weitung und Verlängerung des Ansatzrohres gebunden. Daneben bilden Übungen zur Lockerung von Unterkiefer, Zunge und Lippen einen zentralen Schwerpunkt. Fiktive Hilfsvorstellungen oder Bilder können helfen, sich der übergroßen Konzentration auf die Klangintention zu entziehen und dabei eine resonatorische Nutzung von bestimmten Räumen des Körpers auszulösen.

### Sprechkunst in Lehramt und Schule
Häufig fehlt es v. a. Deutsch-Lehrern an Methoden und Analysewerkzeugen, um Schülern das gestaltende Sprechen von Texten zu vermitteln und es zu beurteilen. Zwar werden in der Lehramtsausbildung sprechgestalterische Mittel und Möglichkeiten der sprecherischen Bearbeitung von Texten in der Theorie besprochen, doch nicht immer wird auch hinreichend praktisch geübt, wie Lernende eine Sprechfassung systematisch erarbeiten können. Durch die Nutzung der Gestischen Arbeitsweise nach Bertolt Brecht kann einer Vielzahl der sprecherischen Bildungsstandards für Schüler entsprochen werden. So orientiert sich die individuelle Textarbeit am Erlebensbereich der Schüler. Sie werden dazu ermuntert, sich spielerisch und individuell mit der Sprache und sprecherischen Umsetzung eines Textes auseinanderzusetzen. Mithilfe der Sprechausdrucksübungen werden situationsangemessenes, sachgemäßes, partnerbezogenes und zielgerichtetes Sprechen trainiert. Zudem werden die Schüler aufgefordert, sich in verschiedene Situationen und Rollen hineinzuversetzen und sie sprecherisch zu gestalten. Das Gestische Prinzip kann auch in der Weiterbildung der Lehrer selbst dienen. Bei der eigenen Erprobung der Übungen und somit einer intensiven praktischen Auseinandersetzung mit der Textarbeit gelangen die Lehrenden zur Eigen-, Vermittlungs- und Analysekompetenz und erhalten ein Handwerkszeug, mit welchem sie schülernah, aktiv und individuell an der sprecherischen Auseinandersetzung mit Texten im Deutschunterricht arbeiten können.

### Sprechkunst im Bereich Deutsch als Fremd- bzw. Zweitsprache
Im Phonetikunterricht innerhalb des Fachs Deutsch als Fremd- bzw. Zweitsprache gehört die unterstützende Arbeit mit literarischen Texten zu den grundlegenden Lehrmethoden. Hierbei kann erneut der Einsatz des Prinzips des Gestisches Sprechens dienen. Das Bedingungsgefüge der W-Fragen kann als Bestandteil jeder mündlicher Kommunikation angesehen werden. Dies bietet einen Anlass, es im Sprach- und Phonetikunterricht zu verwenden. Einschränkend ist anzumerken, dass diese Arbeitsweise für Anfänger weniger geeignet ist, da gewisse sprachliche und phonetische Grundkenntnisse erforderlich sind.

## Beurteilungskriterien für sprechkünstlerische Leistungen
In Ausbildungsprozessen ist ein didaktisch-methodisches Instrument der Bewertung von Leistungen oft unabdingbar. Die Beurteilung bzw. Einschätzung von künstlerischen Produkten ist jedoch aufgrund der mit der Kunstproduktion und -rezeption verbundenen Subjektivität umstritten. Um den Prozess der künstlerischen Urteilsbildung intersubjektivier-, mitteil- und nachvollziehbar zu gestalten, können festgelegte Kriterien eine Orientierungshilfe bieten. Im Rahmen einer Studie zur Bewertung sprechkünstlerischer Leistungen, die 2002 an der Martin-Luther-Universität Halle-Wittenberg erfolgte, entstand folgender Fragenkatalog.

### Fragenkatalog zur Beurteilung sprechkünstlerischer Leistungen (Antje Giertler, 2002)
(Quelle: )
1. Stimme: Wurde die Stimme als angenehm oder als unangenehm empfunden? / Welche Empfindungen löste die Stimme beim Zuhören aus? / Klang die Person des Sprechers durch?
2. Gestischer Umgang mit dem Text: War eine Ansprechhaltung zu erkennen? / Konnten Haltungen differenziert wahrgenommen werden? / In welcher Weise wurden Figuren gestaltet? / War die Gestaltung gestisch oder ungestisch bzw. differenziert oder undifferenziert?
3. Denk-Sprech-Prozess: Konnte man der Handlung gut folgen? / War der Denk-Sprech-Prozess konkret oder allgemein?
4. Umsetzung der Situation bzw. Entstehung einer Bildhaftigkeit: War eine Situation erkennbar? / Wurde eine Atmosphäre erzeugt? / Konnten Bilder wahrgenommen werden und eigene entstehen?
5. Pausengestaltung: Gestalteten sich die Pausen hinsichtlich ihrer Häufigkeit, Länge und Qualität dem Text und der Kommunikationssituation gegenüber angemessen oder nicht angemessen?
6. Sprechgeschwindigkeit: Lag die Gestaltung der Sprechgeschwindigkeit in angemessener oder nicht angemessener Form vor?
7. Sprechmelodie: Lag die Gestaltung der Sprechmelodie in angemessener oder nicht angemessener Form vor?
8. Distanz zum Text: In welcher Weise lag eine Distanz des Sprechers zum Text vor? / Gestaltete diese sich in angemessener oder nicht angemessener Form?
9. Artikulation: Lag die Gestaltung der Artikulation in angemessener oder nicht angemessener Form vor?
10. Rhythmus: Lag die Gestaltung des Rhythmus in angemessener oder nicht angemessener Form vor, die Aussage des Textes unterstützend oder nicht unterstützend?
11. Akzentuierung: Lag eine sinnrichtige oder sinnwidrige, die Aussage des Textes und das Verständnis fördernde oder störende Akzentuierung vor?
12. Glaubwürdigkeit, Echtheit und Natürlichkeit: Hinterließ die sprechkünstlerische Fassung einen glaubhaften oder nicht glaubhaften Eindruck? / Lag eine echt oder natürlich bzw. eine unecht oder unnatürlich wirkende Sprechfassung vor?

### Denk-Sprech-Prozess
Die Verbindung von Sprechen und Denken spielt innerhalb sprechkünstlerischer Prozesse eine wichtige Rolle. Dem eigentlich Ausgesprochenen gehen während der Sprechstrukturierung verschiedene bewusst und unbewusst ablaufende Vorgänge im Gehirn voraus, bspw. die Planung, Ausführung und Überprüfung eines Gedankens, bevor er verbalisiert wird. Bei der sprechkünstlerischen Arbeit ist dies von Bedeutung, da mit fremden Autorentexten gearbeitet wird, die der Sprecher erst für sich selbst verinnerlichen muss. Um glaubhaft und überzeugend zu wirken, muss er die Gedanken einer anderen Person oder Figur bspw. mithilfe des Untertextes auf sich selbst beziehen und ihre Erlebniswelt an sich selbst erfahren. Dieser Prozess findet sowohl in Proben- als auch in Aufführungssituationen immer wieder von Neuem statt, wobei die Probe auf die Verinnerlichung von Wiederabrufbarem zielt, auf welches im Aufführungsmoment im Sinne der Wiederholbarkeit und Kontinuität zurückgegriffen werden kann. Bei der anfänglichen Erarbeitungsphase im Probenprozess erlebt ein Schauspieler häufig den Umstand, dass sich aus den Gedanken heraus allmählich das Sprechen entwickelt. Im fortgeschrittenen Arbeiten soll dieser Vorgang (beim Denken sprechen und beim Sprechen denken) möglichst zeitgleich im Einklang miteinander ablaufen. Man spricht hierbei von einem simultanen Denk-Sprech-Prozess.

## Perspektiven
Im sprechsprachlichen Stilgebrauch verbirgt sich ein Konflikt um die Divergenz von Bewahren und Verändern. Beide Absichten variieren in einer zeitlichen Dimension durch Entwicklungen und Wendungen in der Gesellschaft. Es stellt sich als Aufgabe und Ziel des Sprechwissenschaftlers bzw. Schauspielers heraus, einen fachlichen und persönlichen Weg zwischen Anpassungsdruck und Veränderungswille in der Erarbeitung und Darstellung von sprechkünstlerischen Werken zu finden. Im Spannungsfeld zwischen sprechsprachlichem Begleiten oder Eingreifen bzw. dem Zeitgeist folgen oder widerstehen sind die Antworten in der Beachtung des künstlerischen und gesellschaftlich-kulturellen Umfeldes zu finden. Als Methode hierfür eignen sich die vorgestellten Konzepte des Körperstimmtrainings und Gestischen Sprechens, die aus den Anforderungen des Schauspiels hervorgegangen sind.
Es ändern sich zudem die Organisationsformen (Staats- und Stadttheater, freie Gruppen usw.) und Präsentationsarten bzw. Äußerungsformen (soziales Theater, Improvisationstheater usw.) der sprechkünstlerischen Arbeit. Durch die Mischung von Theater- und Medienwelt erweitert sich die stilistische Vielfalt zusätzlich.